# Secteur pavé Denis Flahaut
 (mars 2020).
Si vous disposez d'ouvrages ou d'articles de référence ou si vous connaissez des sites web de qualité traitant du thème abordé ici, merci de compléter l'article en donnant les références utiles à sa vérifiabilité et en les liant à la section « Notes et références ».
Le secteur pavé Denis Flahaut à Auberchicourt (ou secteur pavé d'Auberchicourt) est un secteur pavé inauguré le 14 mars 2020 qui a été emprunté lors de la course cycliste Tour de France 2018 
et traversé par 6000 coureurs lors du raid Paris Roubaix VTT 2019 situé sur les communes de Auberchicourt,à Écaillon d'une distance approximative de 900 m.

## Historique
Le secteur pavé Denis Flahaut relie la rue Masny à Auberchicourt à la rue des Hallots d' Écaillon.
Au Moyen Âge, c'était un chemin qui reliait depuis ses origines en 1079 l'Abbaye d'Anchin à Obercicurtis Villa. En 1850, le chemin est pavé en grès de Lewarde par des croqeteux.
Il débute à Auberchicourt à l'intersection avec la coulée verte dénommée "Le chemin des Galibots" qui a remplacé la voie ferrée qui reliait la fosse Delloye actuellement Centre historique minier de Lewarde à la Fosse Sainte-Marie des mines d'Aniche puis vers la gare Sainte-Hyacinthe et la gare de Somain.
Il se termine à l'approche de l'Oratoire Notre-Dame-des-Orages d'Écaillon qui est en place avant la plantation du marronnier Arbre de la liberté en 1889 commémoratif du centenaire de la révolution française de 1789. À proximité se trouvait également un moulin.

## Caractéristiques
- Longueur : 900 m[3]
- Difficulté :

## Premières étapes
- Thierry Gouvenou juste après l'annonce du parcours du Tour de France 2018 vient en repérage le 25 octobre 2017  sur le secteur pavé entre Auberchicourt et Écaillon[4].

Repérage Tour de France 2018
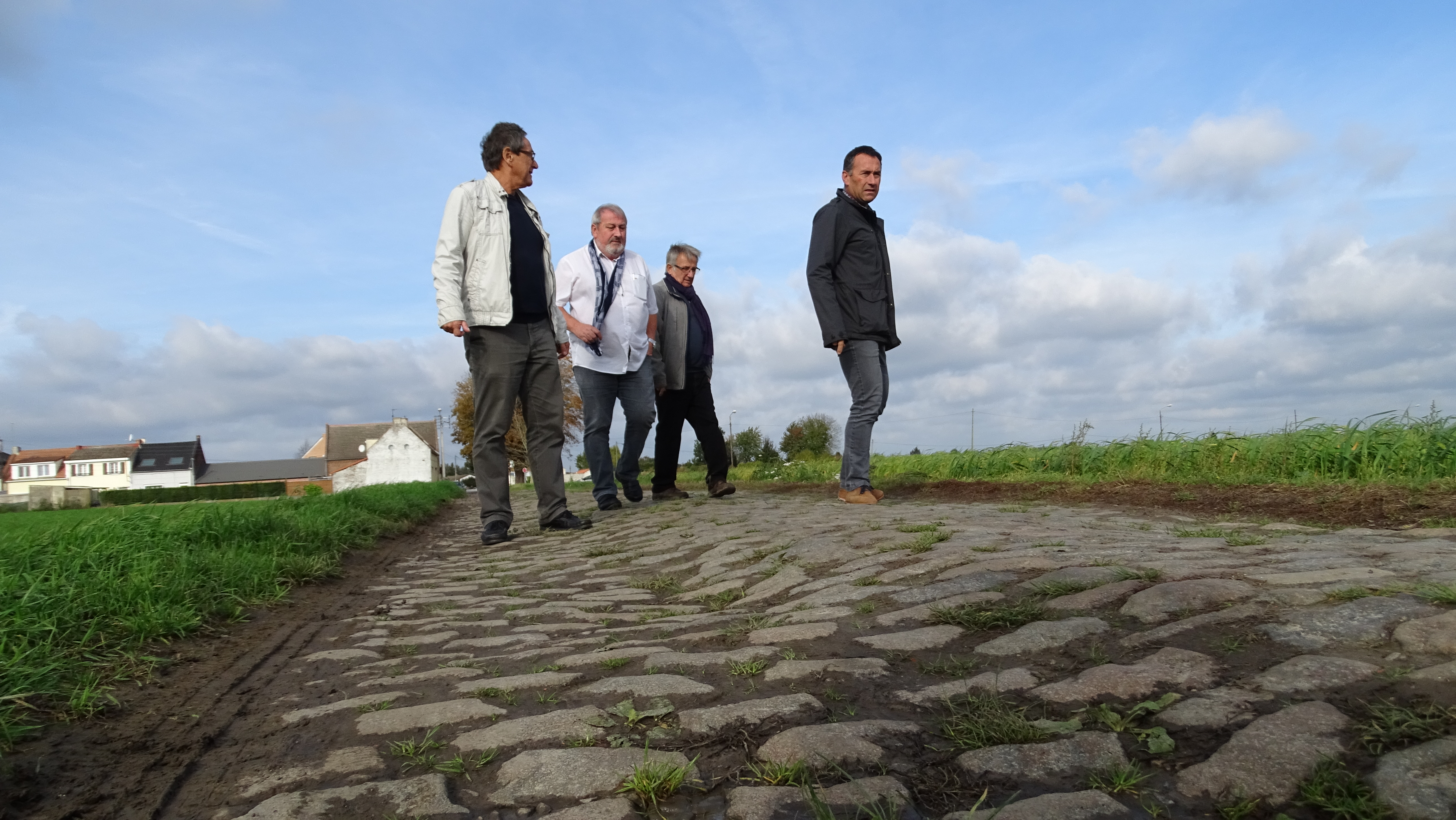
repérage par Thierry Gouvenou(à doite) Georges Cino, maire d'Écaillon, Georges Dévenot et Jean Zatan, adjoints d'Auberchicourt
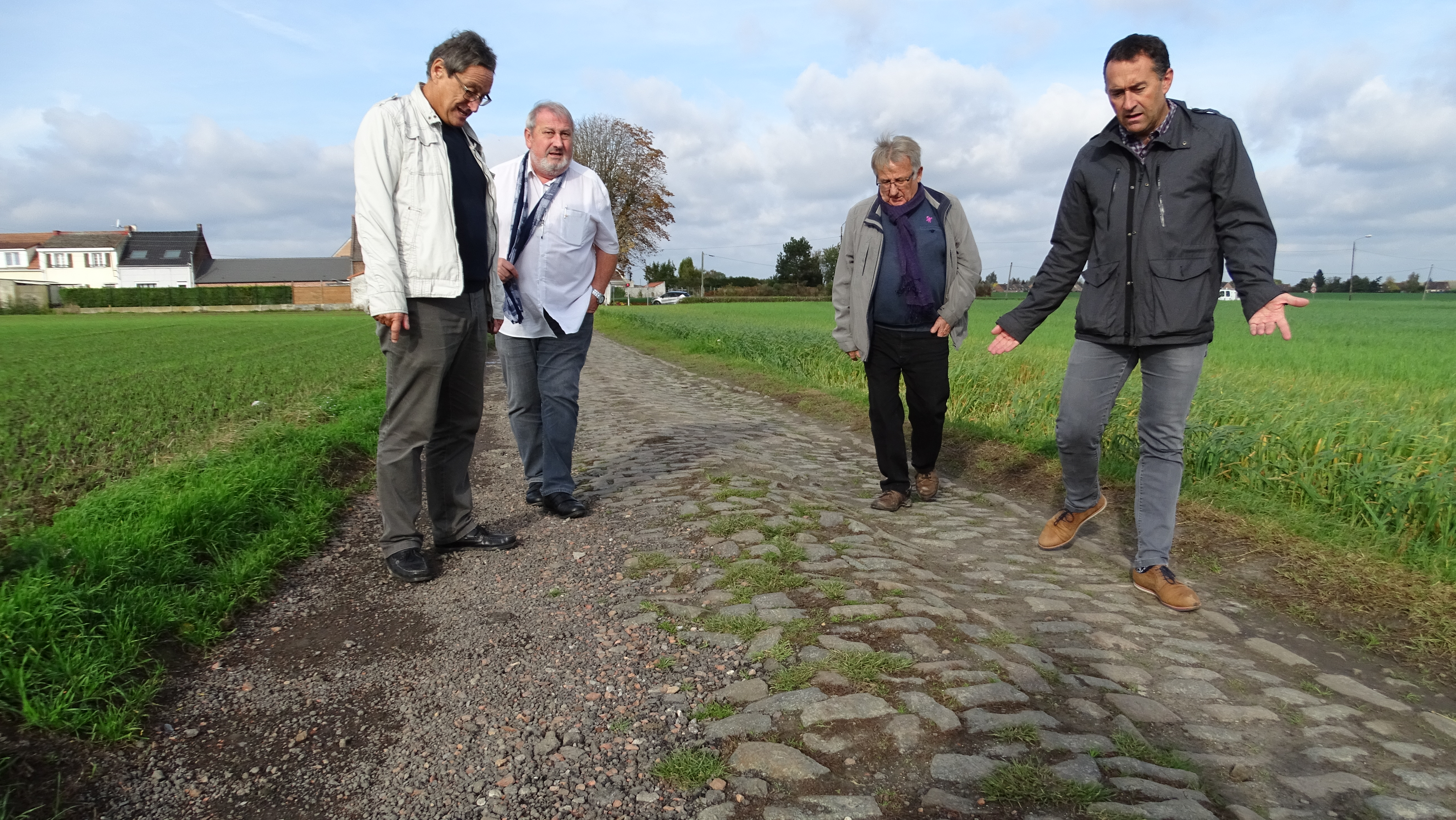
Thierry Gouvenou reconnait le secteur pave le 25 octobre 2017 pour envisager les travaux de restauration
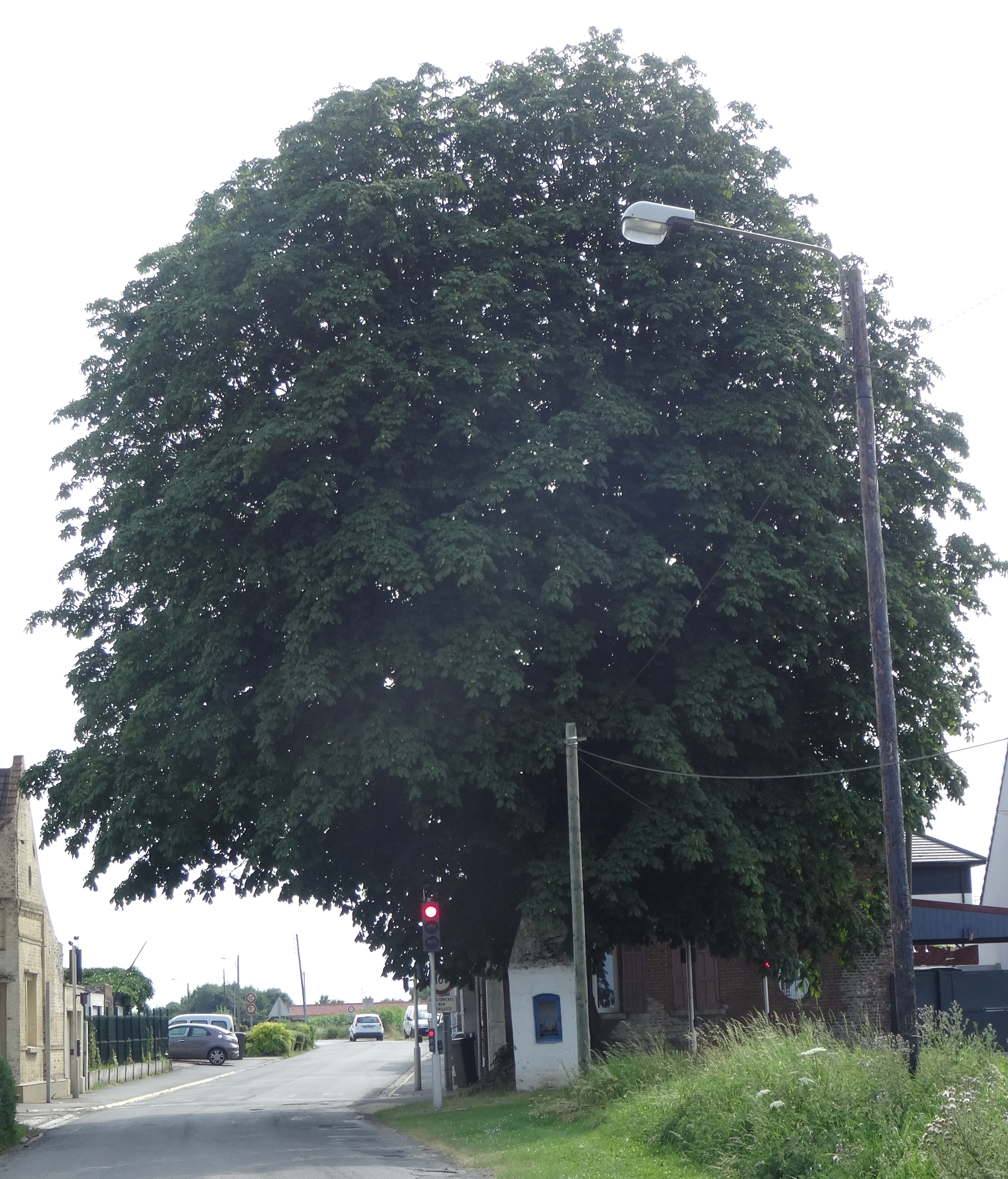
Sur le territoire d'Écaillon le secteur pavé arrive sur Oratoire Notre-Dame-des-Orages d'Écaillon

- Le 19 mai 2018, l'association des Amis de Paris-Roubaix interviennent en restauration du secteur pavé[5].

Restauration par les Amis de Paris-Roubaix
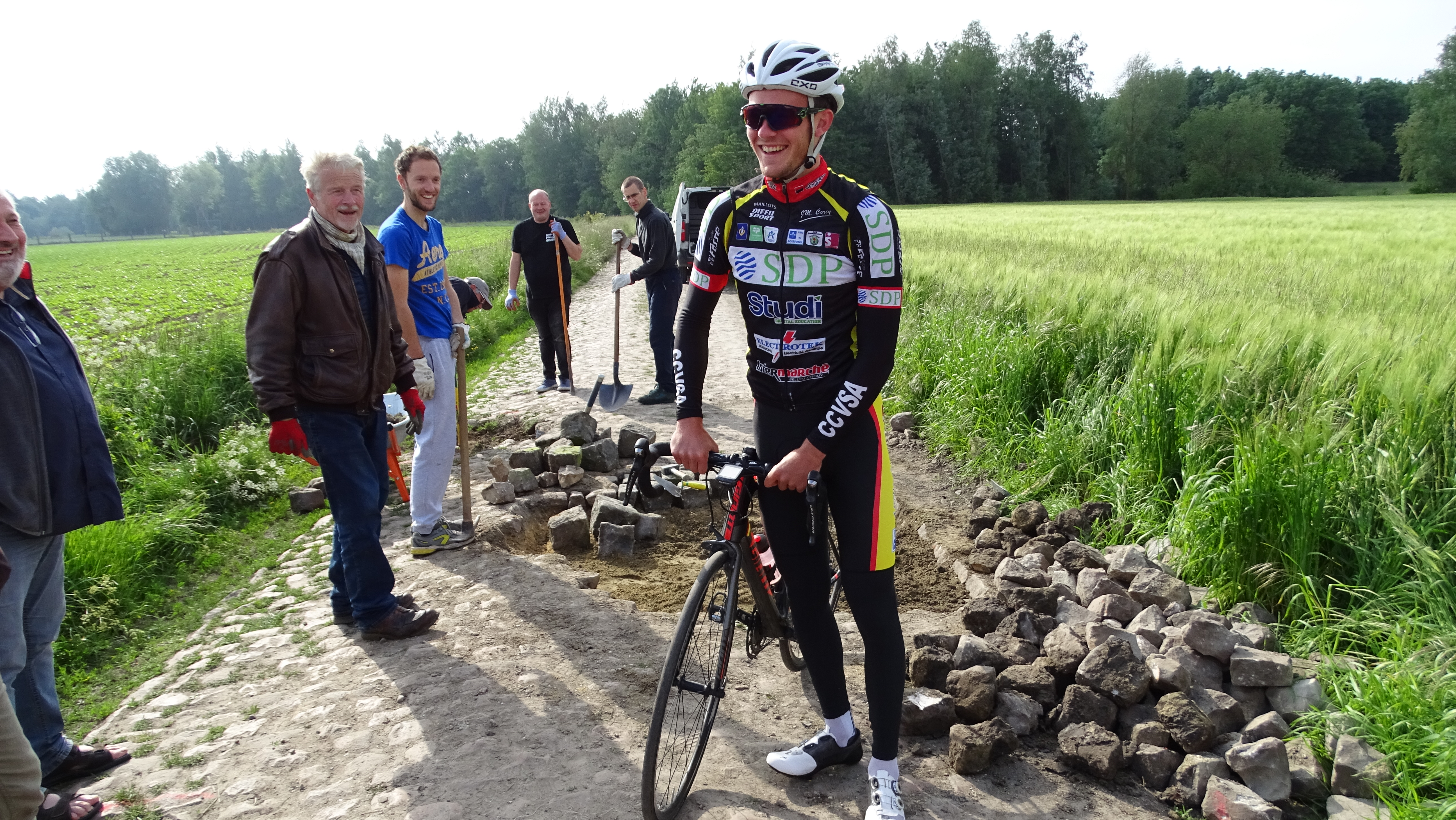
Les Amis de Paris-Roubaix encours de rénovation du secteur pavé Auberchicourt-Ecaillon
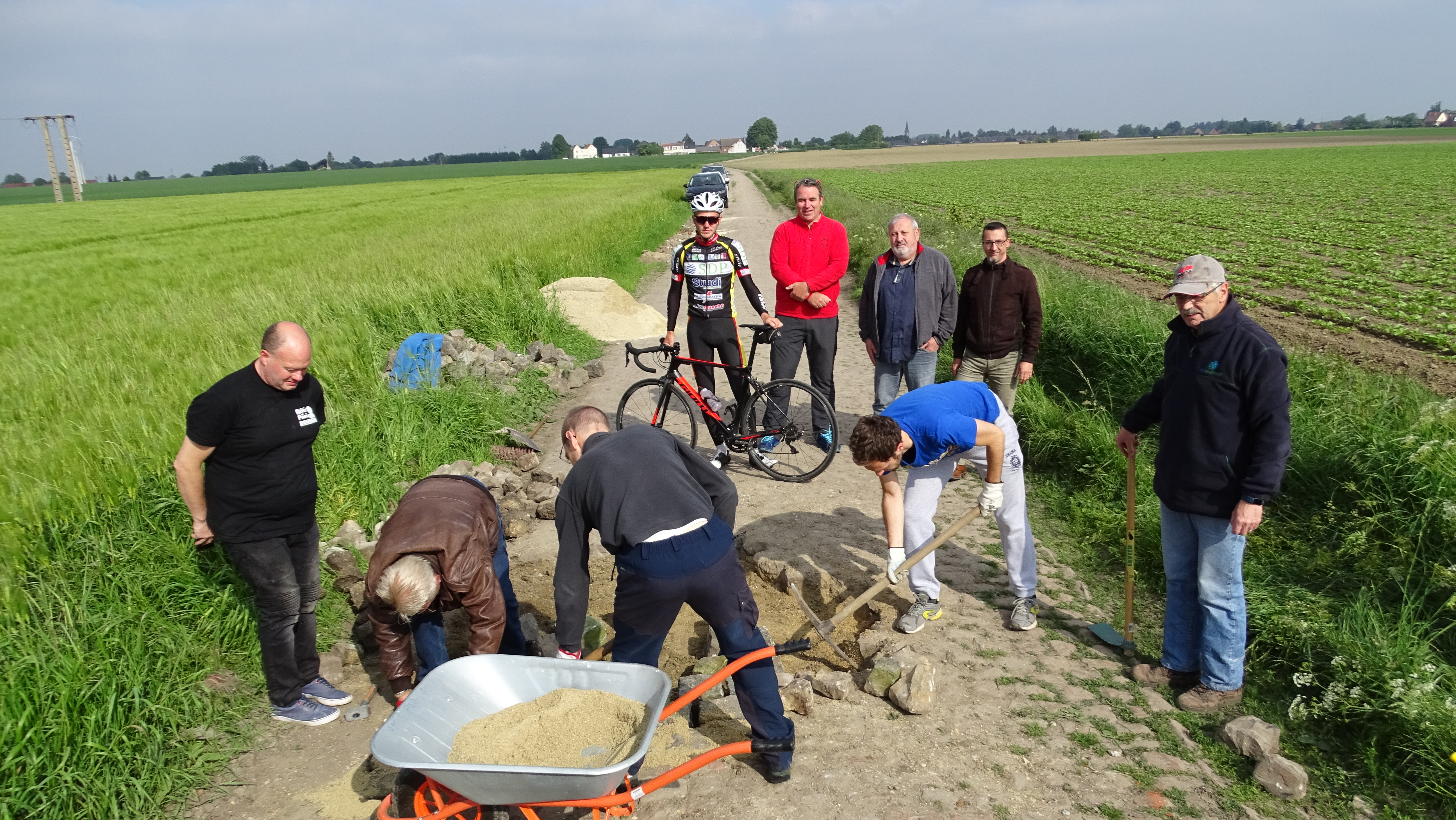
Reprofilage du pavage et enlévements des gravillons le 19 mai 2018 par les amis de Paris-Roubaix
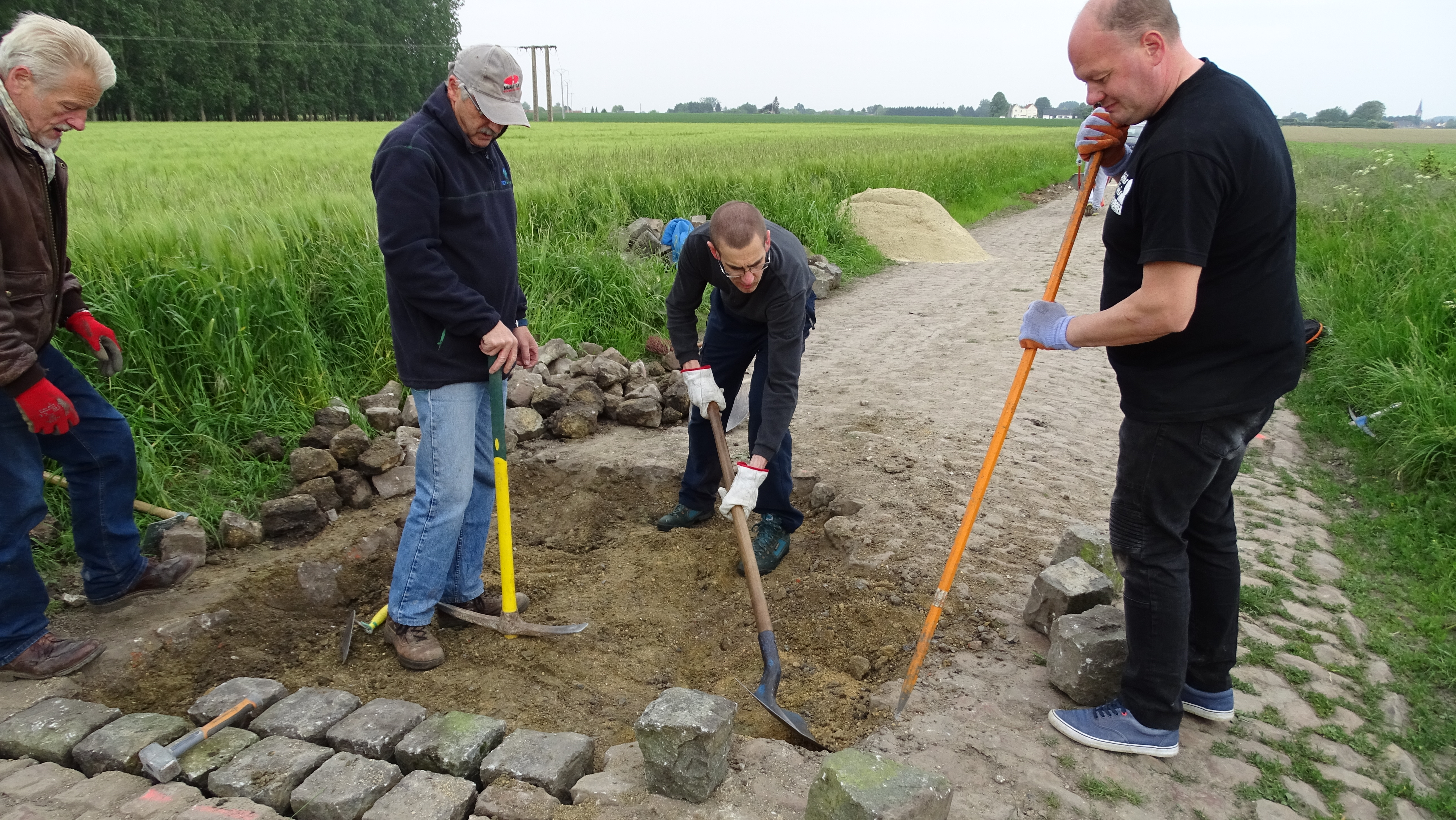
Décaissement pour reprofilage du chemin de pavé en grès de Lewarde existant depuis 1850

- Le 15 juillet 2018, le Tour de France 2018 dans la neuvième étape Arras-Roubaixde 154 km avec 15 secteurs pavés sur une distance de 21 km entre au kilomètre 68.5 dans le secteur pavé numéro 13 [6] en venant d' Auberchicourt pour se rendre à Écaillon[7].

"
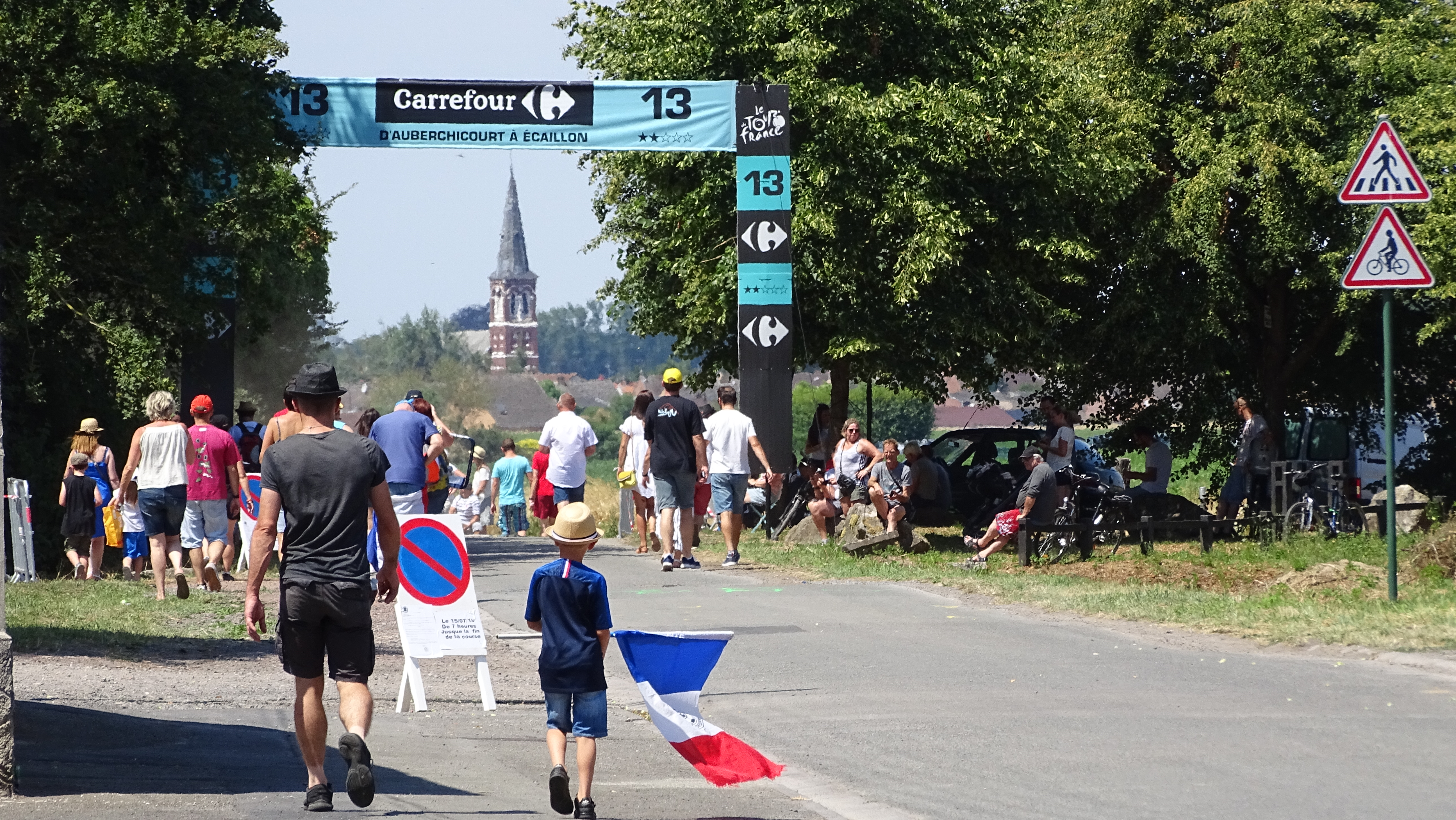
Entrée du secteur pave n°13 du 9éme étape Arras Roubaix
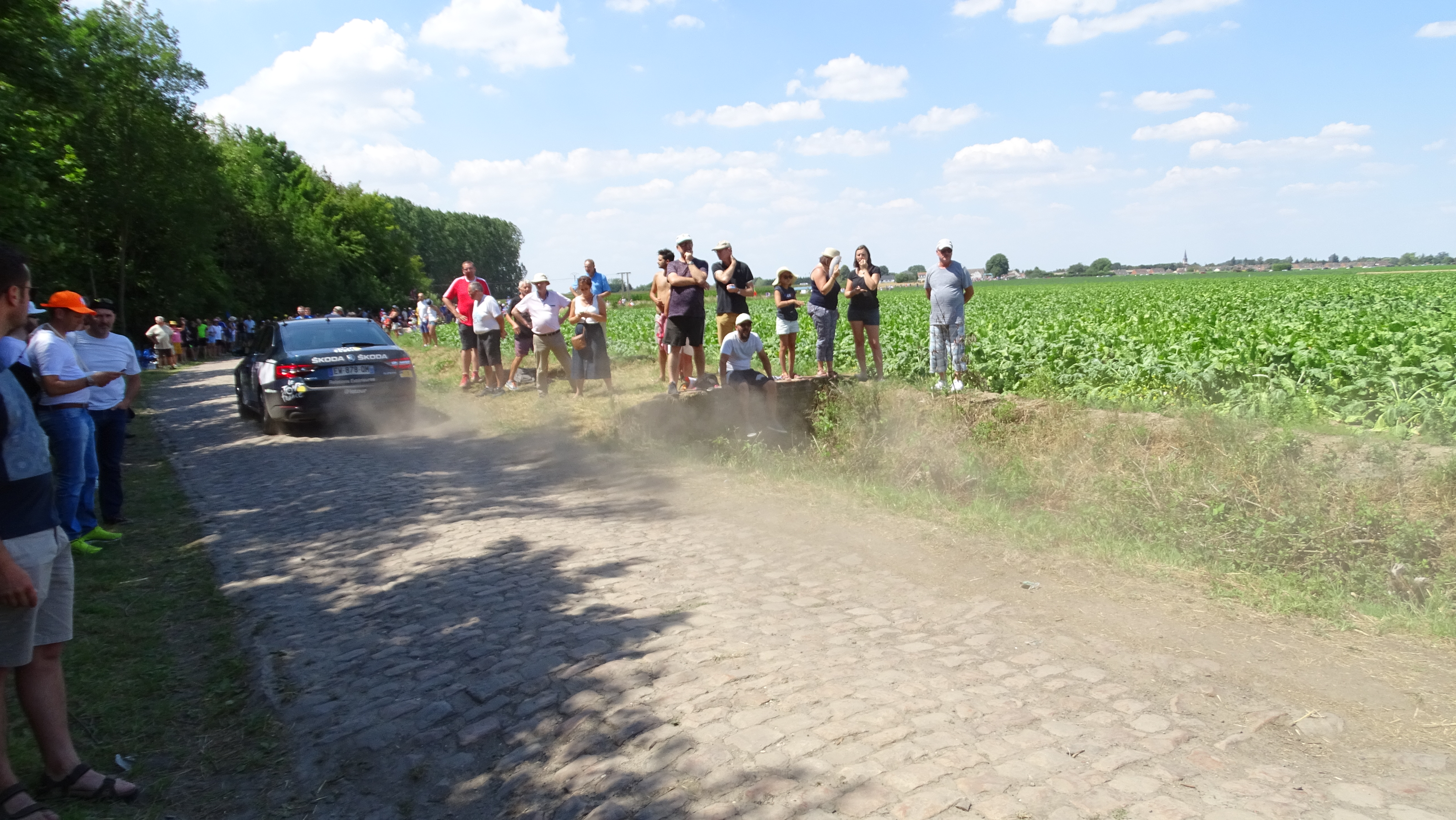
secteur pave n°13 du 9éme étape Arras Roubaix
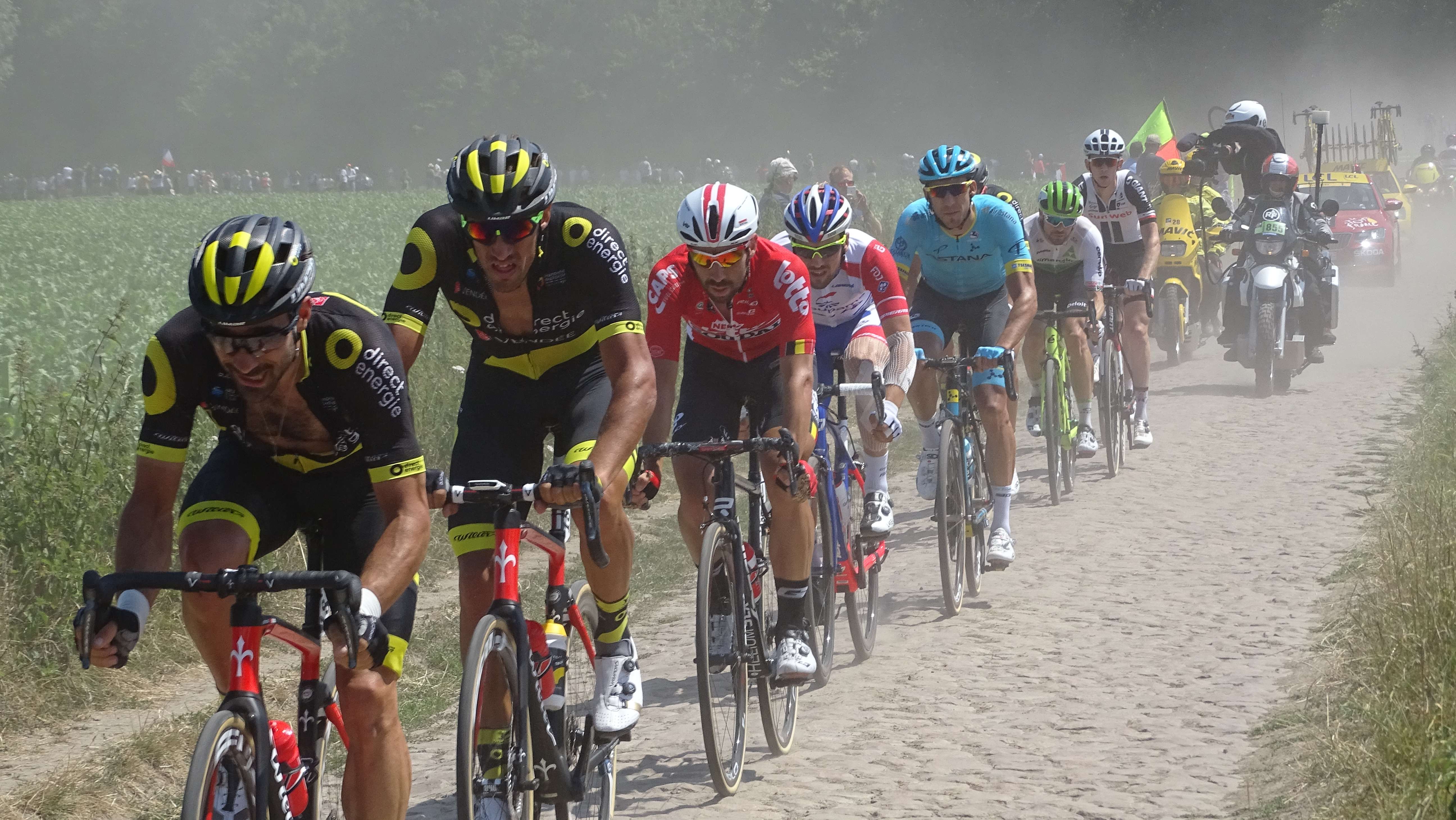
Passage le 15 juillet 2018 sur le secteur pavé Denis Flahaut
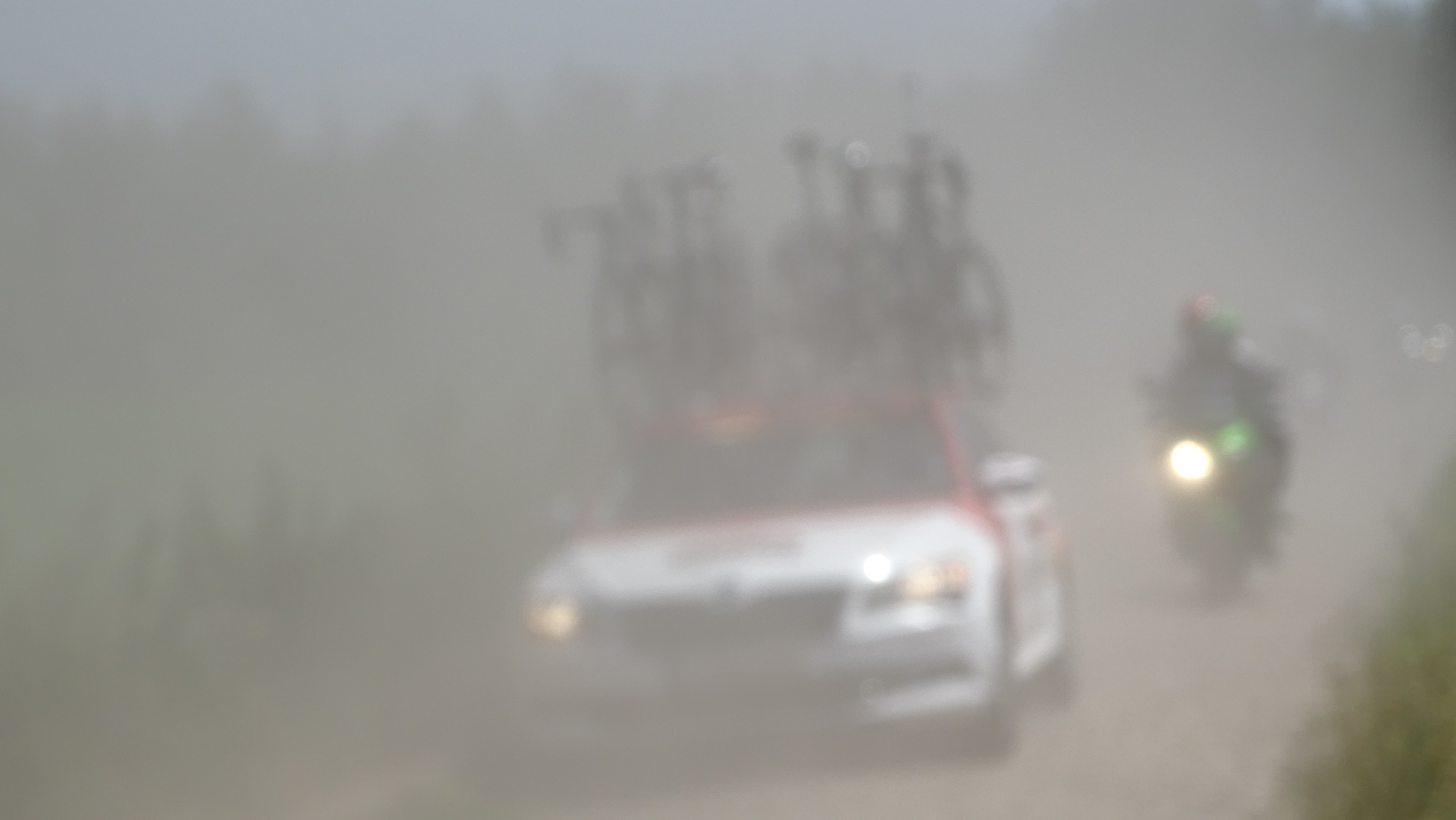
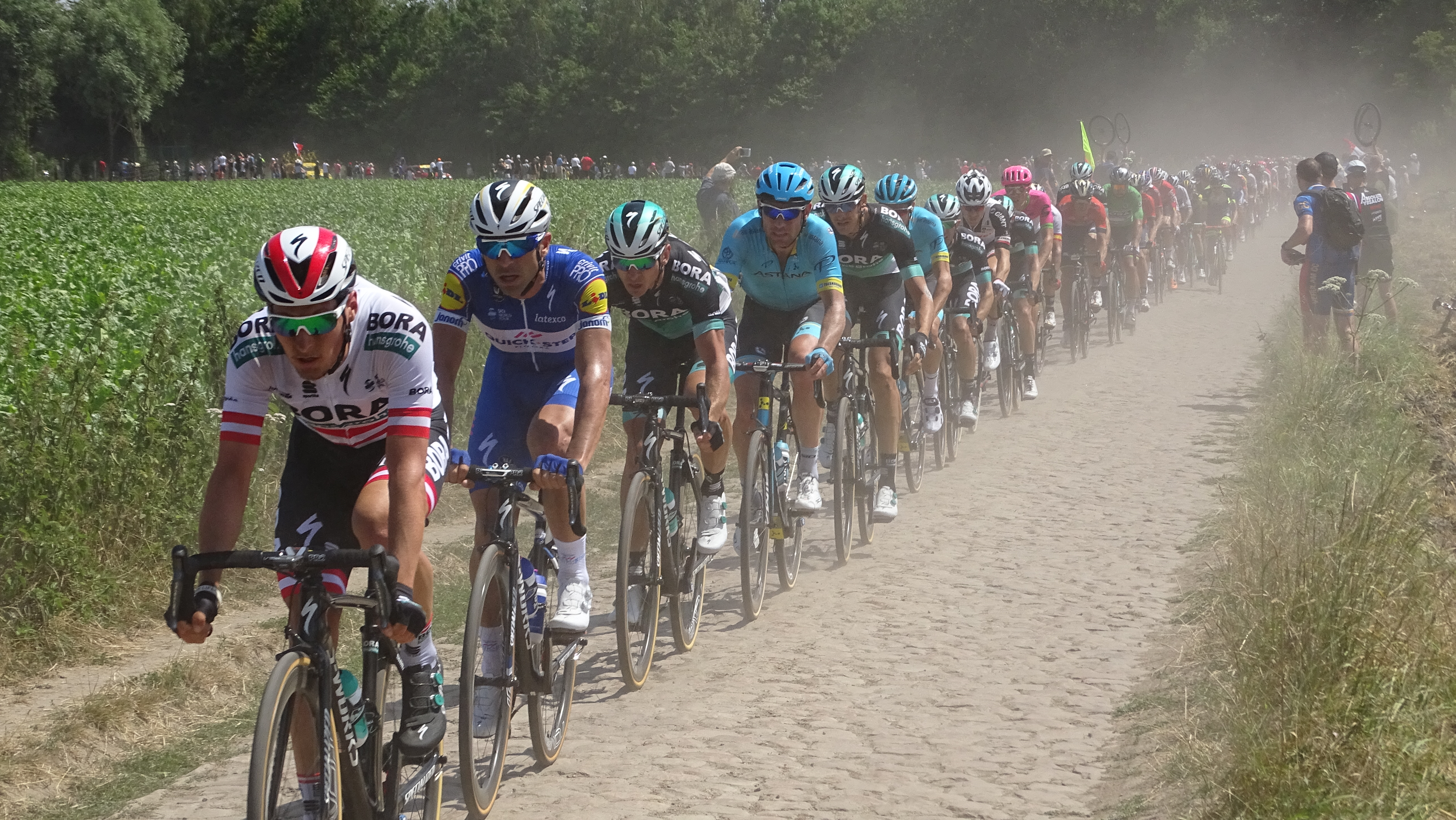

- Le 14 mars 2020 le secteur pavé est inauguré au nom de Denis Flahaut

« Alors, le 15 juillet 2018, ce secteur pavé de 900 mètres qui a tracé la route vers l'arbre de la liberté, sélectionne avec égalité les coureurs et dans la fraternité des cyclistes. 
Liberté, Égalité, Fraternité c’était bien une ambiance de fête nationale lors du Tour de France 2018 de passage à Auberchicourt-Ecaillon. C’était le premier passage du Tour sur ce pavé désormais « Denis Flahaut ». Ici, c'est un enfer pavé de bonnes intentions. (Extrait du Discours de Serge Ottaviani) »

Inauguration du secteur pavé Denis Flahaut
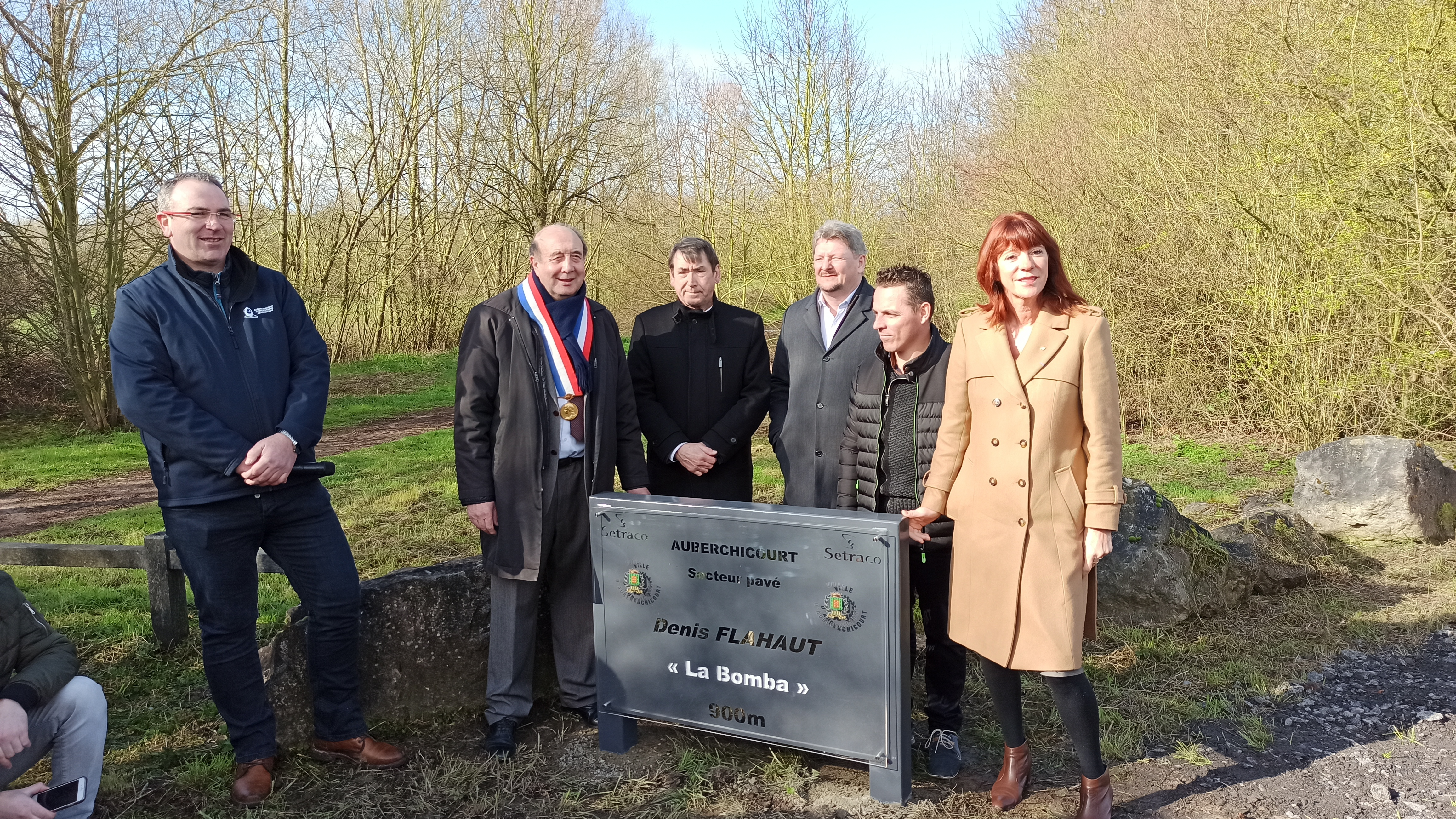
Dévoilement de la Stèle Denis Flahaut alias "La Bomba"
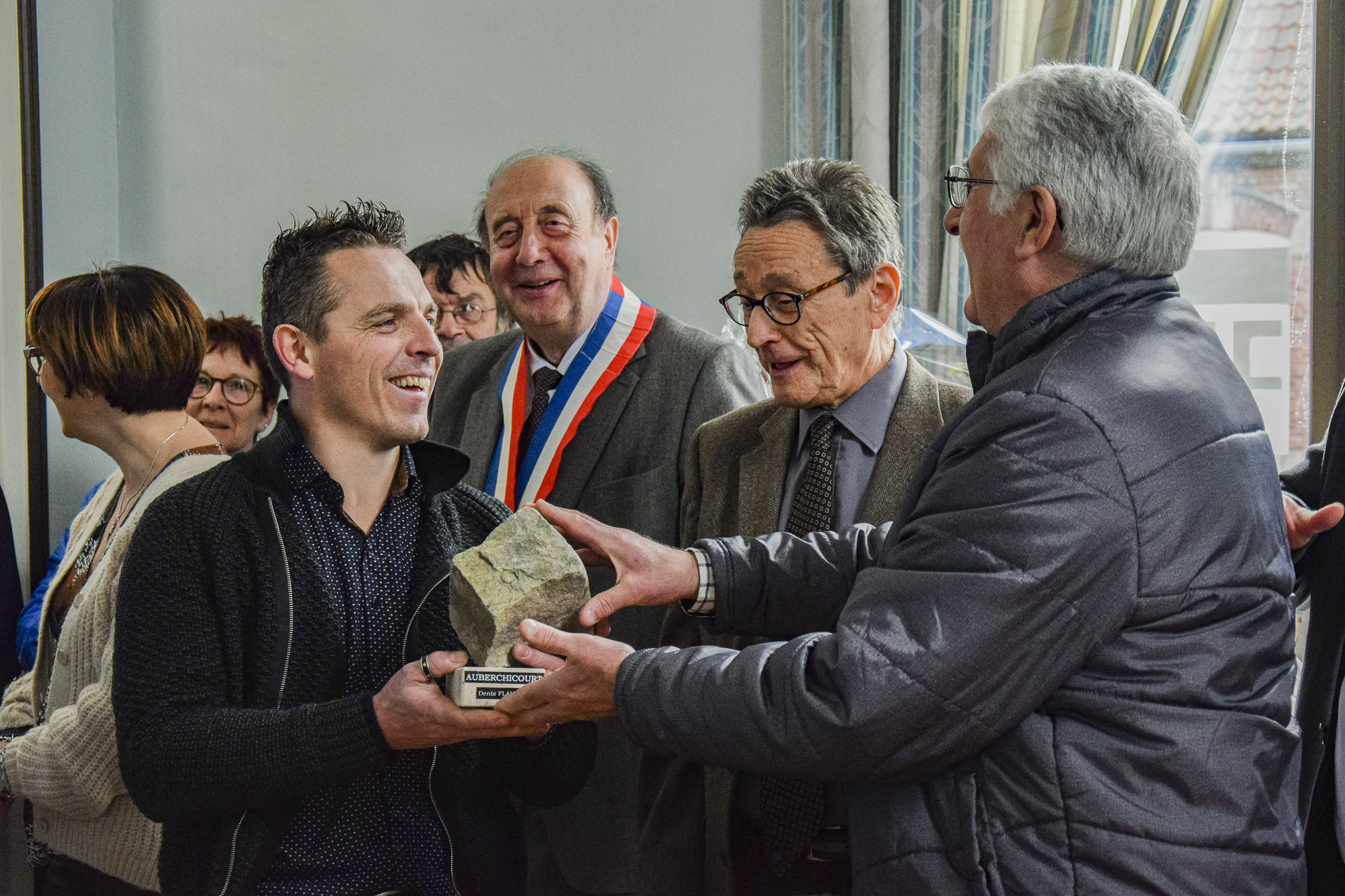
Remise du Pavé d'honneur à Denis Flahaut le 14 mars 2020
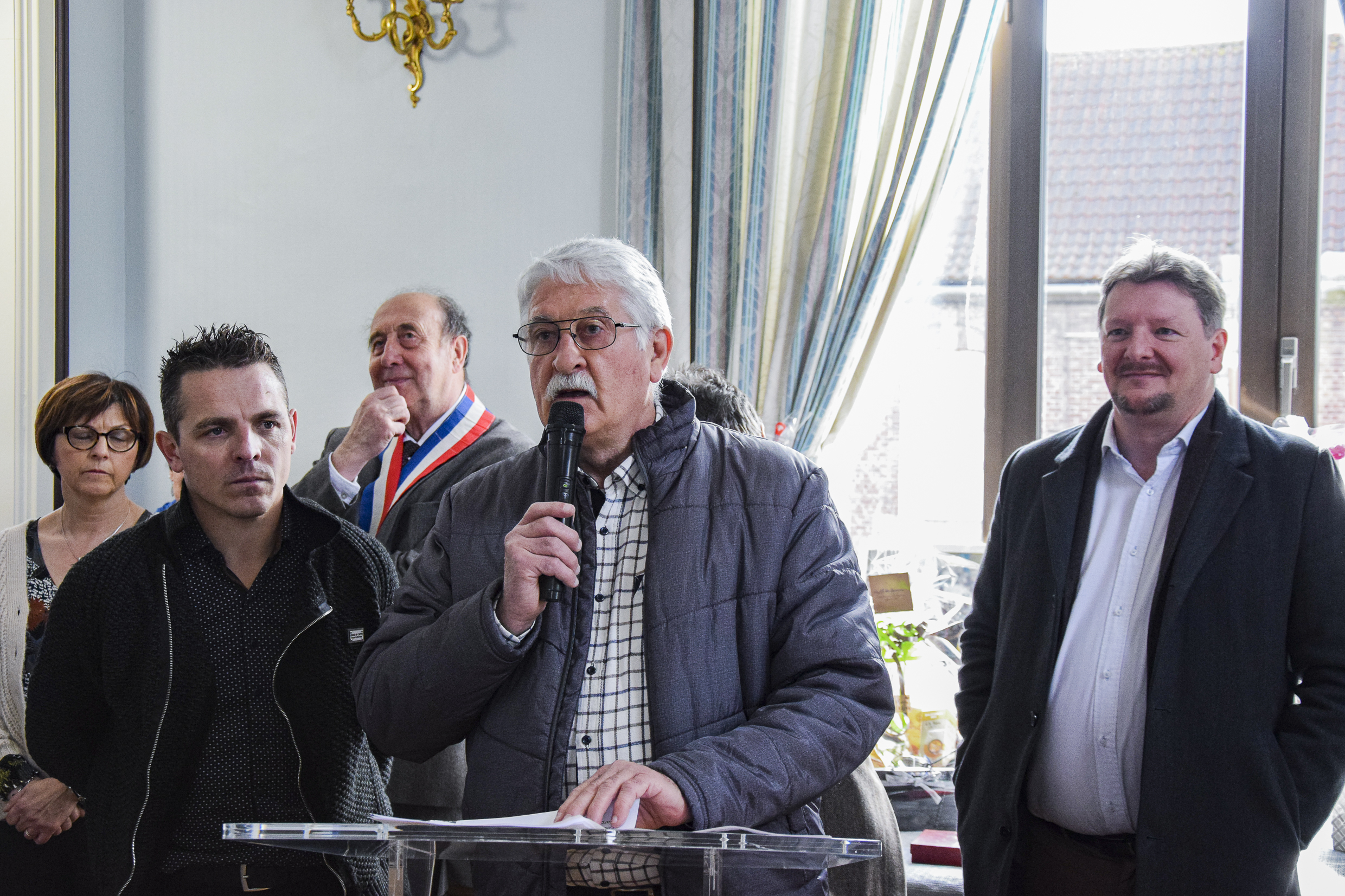
Discours de Serge Ottaviani sur les origines historiques du cecteur pavé Denis Flahaut
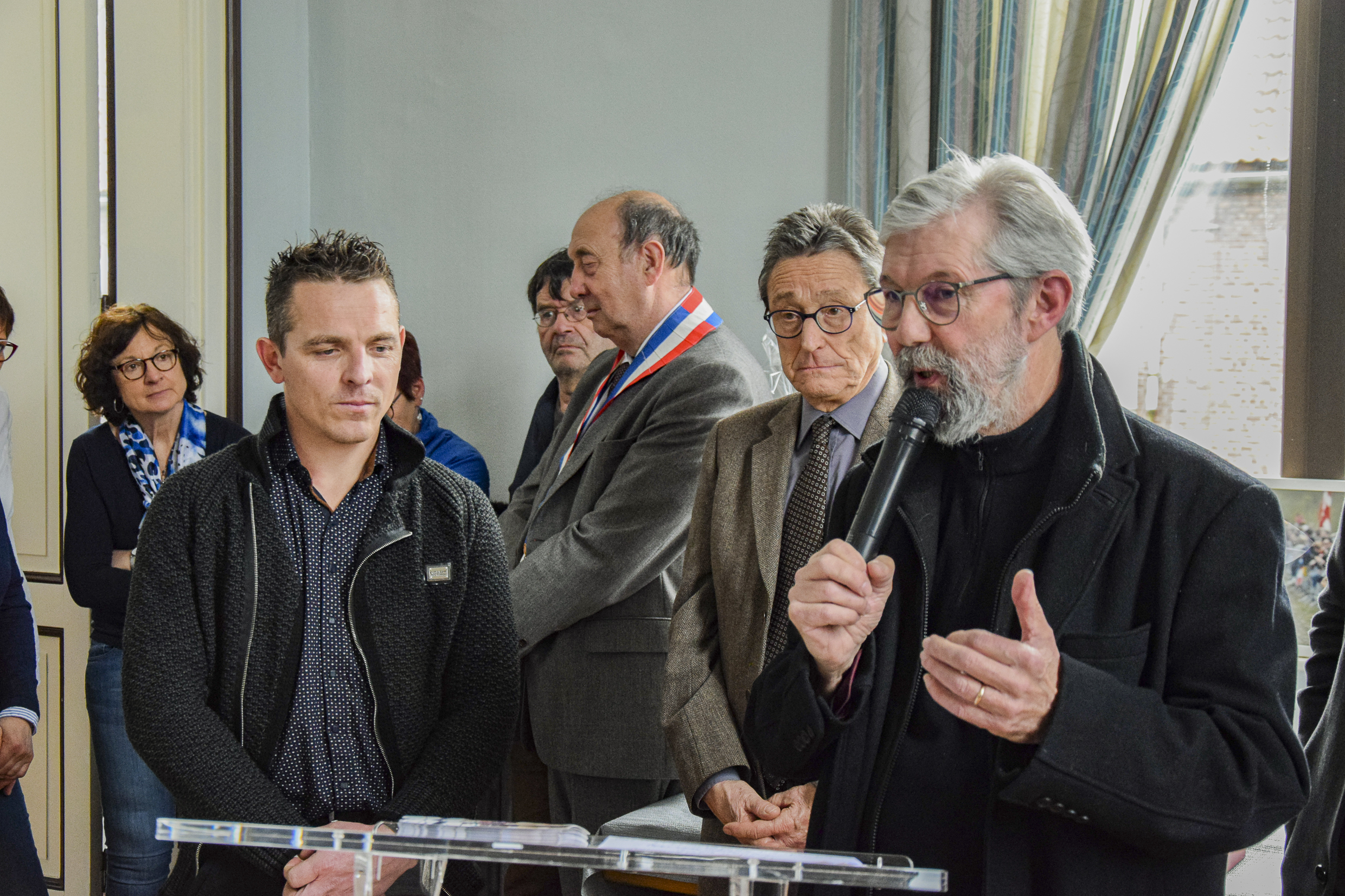
Discours de Jean-Marie Doerler sur le parcours comme cycliste de Denis Flahaut

## Divers
- Vainqueur des deux étapes précédentes la 7e et la 8e étapes du Tour de France, Dylan Groenewegen de l'équipe Jumbo cassa sa fourche lui entrainant une grosse chute sur ce secteur pavé prés de l'arbre de la liberté et Oratoire Notre-Dame-des-Orages d'Écaillon le 15 juillet 2018[9].